# Айтаска (Іллінойс)
Айтаска (англ. Itasca) — селище (англ. village) в США, в окрузі Дюпаж штату Іллінойс. Населення — 9543 особи (2020).

## Географія
Айтаска розташована за координатами 41°58′36″ пн. ш. 88°1′8″ зх. д. / 41.97667° пн. ш. 88.01889° зх. д. (41.976616, -88.018775).  За даними Бюро перепису населення США в 2010 році селище мало площу 13,14 км², з яких 12,82 км² — суходіл та 0,32 км² — водойми.

## Демографія
Згідно з переписом 2010 року, у селищі мешкало 8649 осіб у 3325 домогосподарствах у складі 2329 родин. Густота населення становила 658 осіб/км².  Було 3573 помешкання (272/км²).
Расовий склад населення:
| - 84,1 % — білих - 8,5 % — азіатів - 2,1 % — чорних або афроамериканців - 0,2 % — корінних американців - 3,3 % — осіб інших рас |

До двох чи більше рас належало 1,8 %. Частка іспаномовних становила 10,6 % від усіх жителів.
За віковим діапазоном населення розподілялося таким чином: 22,5 % — особи молодші 18 років, 63,8 % — особи у віці 18—64 років, 13,7 % — особи у віці 65 років та старші. Медіана віку мешканця становила 40,3 року. На 100 осіб жіночої статі у селищі припадало 95,7 чоловіків;  на 100 жінок у віці від 18 років та старших — 92,2 чоловіків також старших 18 років.
Середній дохід на одне домашнє господарство  становив 93 041 долар США (медіана — 76 496), а середній дохід на одну сім'ю — 108 165 доларів (медіана — 89 750). Медіана доходів становила 65 263 долари для чоловіків та 42 885 доларів для жінок. За межею бідності перебувало 5,4 % осіб, у тому числі 8,7 % дітей у віці до 18 років та 5,1 % осіб у віці 65 років та старших.
Цивільне працевлаштоване населення становило 4623 особи. Основні галузі зайнятості: освіта, охорона здоров'я та соціальна допомога — 17,5 %, науковці, спеціалісти, менеджери — 12,8 %, виробництво — 11,8 %, фінанси, страхування та нерухомість — 11,1 %.